# Bozóki apátság
A bozóki apátságot 1124–1131 között a Hontpázmány nemzetségbeli Lampert comes (ispán) és neje Zsófia, Szent László király nővére valamint Miklós nevű fiuk alapította.

## Története
Az apátságról az első fennmaradt adatot 1135-ből találjuk, amikor II. Béla király megerősítette a Hontpázmány nemzetségbeli Lambert comes és neje Zsófia, valamint Miklós fiuk alapítványát, mellyel a prémontrei rend számára kolostort emeltek bozóki birtokukon Szent István király tiszteletére és egyben több majorságot is adományoztak a szerzetnek. II. Béla ekkor összeírta a monostor javait is; melyek a következők voltak:
Hont vármegyében 10 egész birtok. Esztergom vármegyében 2, melyek közül az egyik Bény volt. Nógrádban 1, ezenkívül szőlők 3 faluban és további 12 faluban földek és népek.
1139-ben 2 apátja neve volt említve, ekkor még bencés apátság lehetett. A fennmaradt adatok szerint a premontreiek 1151-1181 közötti időkben vehették át, mivel 1181-ben a prépost már mint a riévali premontrei apátság tartozékát erősítette meg, 1235-ben pedig egy oklevélben mint az Alamóc melletti Hradisko premontrei apátság filiája tűnt fel. (1151-ig Hradisko a bencéseké volt).
1262-ben az apátság a prémontreieké volt, akiket e birtokban IV. Béla király is megerősítette. Ekkor a prépostság újabb birtokokat is kapott a királytól, aki egyuttal a monostor népei feletti bíráskodást is az országbíró vagy a prépost kizárólagos joghatósága alá utalta. A bozóki prépostság ez időtől századokon át fontos helyet foglalt el a vármegye történetében. 
1433-ban a husziták dúlták fel, akiktől sokat szenvedett, majd 1530-ban Balassa Zsigmond emberei pusztították és foglalták el. Balassa a rendházat erőddé alakította és abban hajdúkat helyezett el védelmül. Az elűzött premontreiek ekkor levéltárukkal együtt a garamszentbenedeki bencésekhez menekültek. 
1546-1559 között Balassa és sógora, Fánchy György a monostor köré várat épített, melynek falai ma is állnak. A kéttornyú templomából az egyik torony és szentélyének egy része egészen 1945-ig fennmaradt ugyan, de ekkor egy bombatalálat azt is lerombolta.

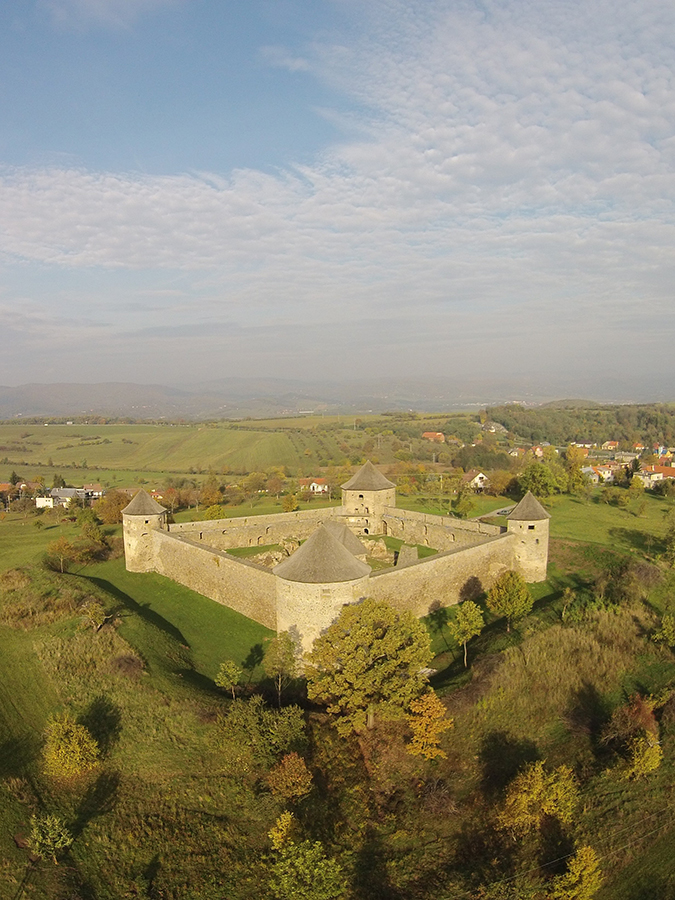
Bozók vára - légi fotón

## Képgaléria

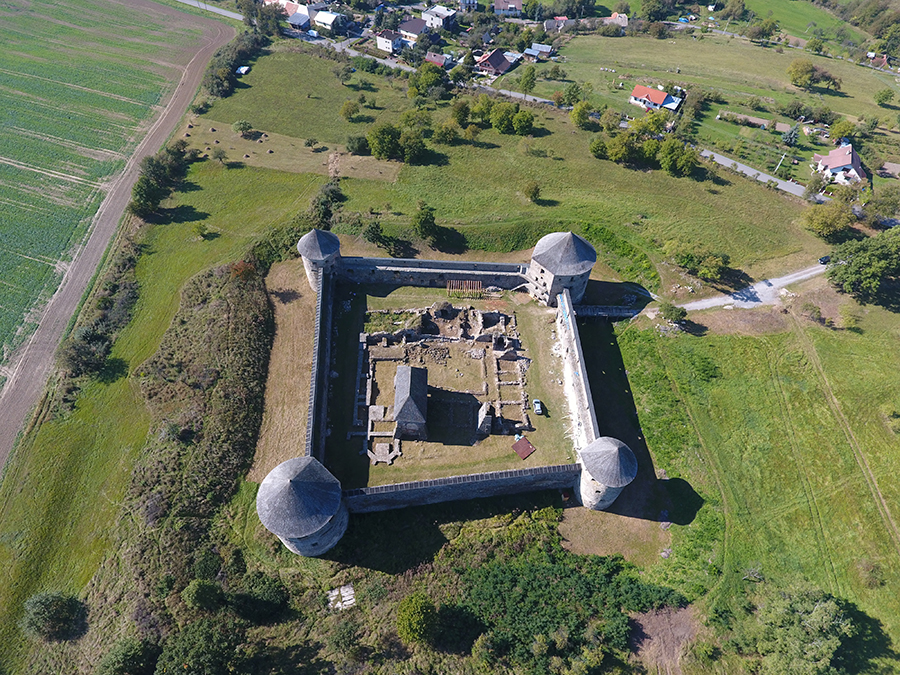
Bozók vára - légi felvétel
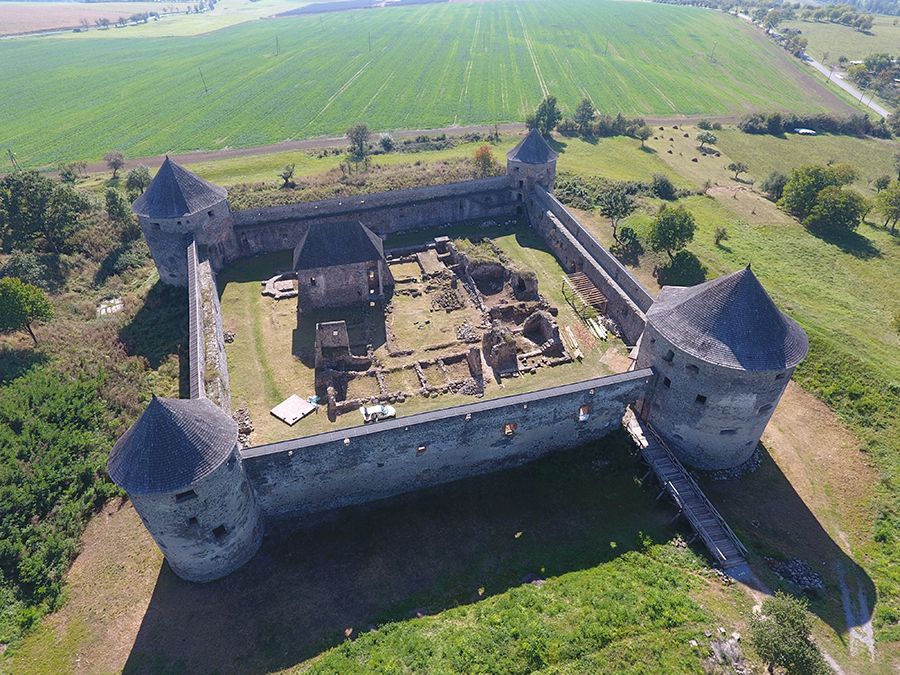
A bozóki vár madártávlatból
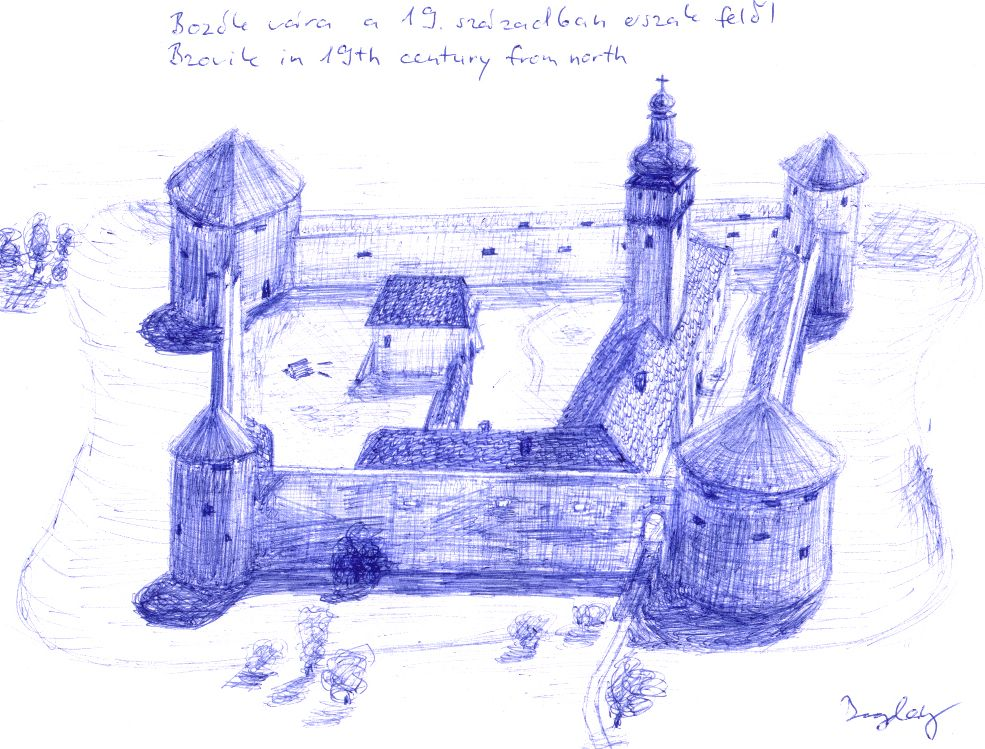
Bozók vára 19. századi állapotában észak felől
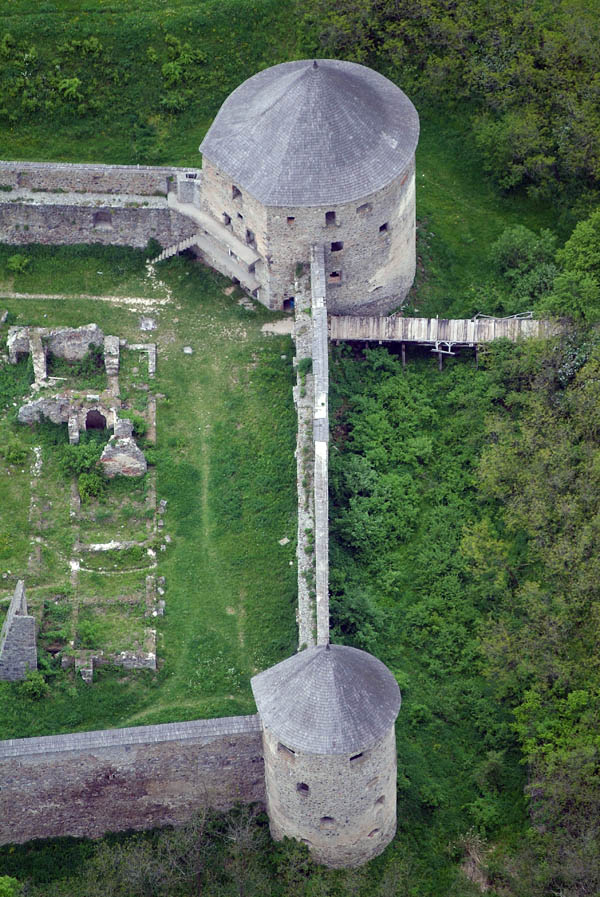
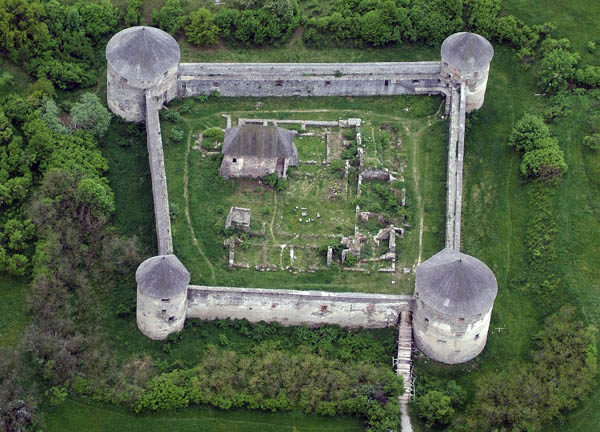
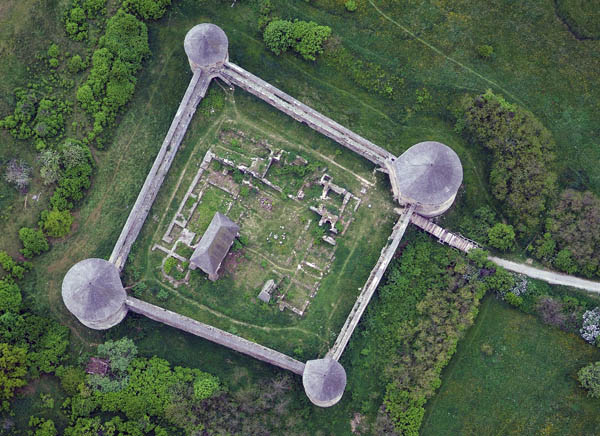
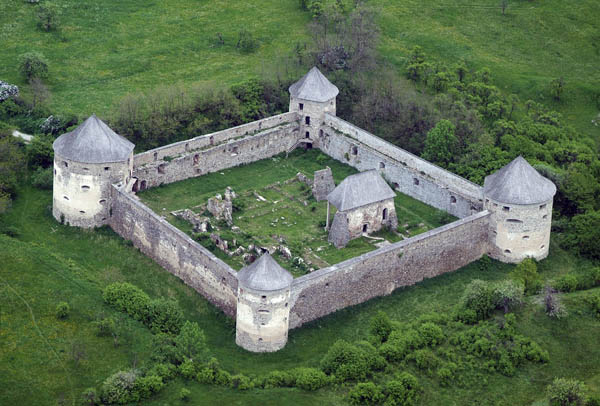
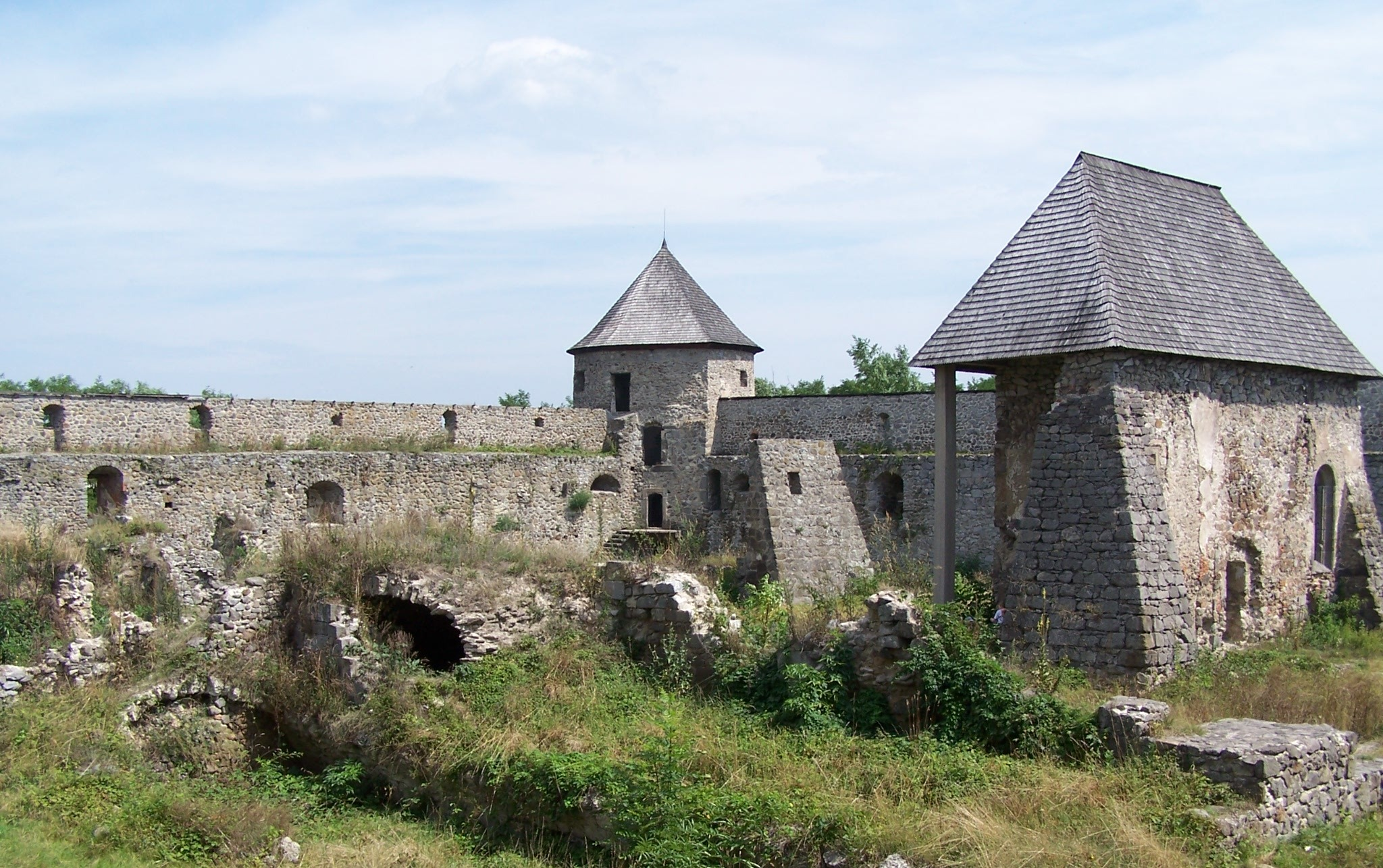
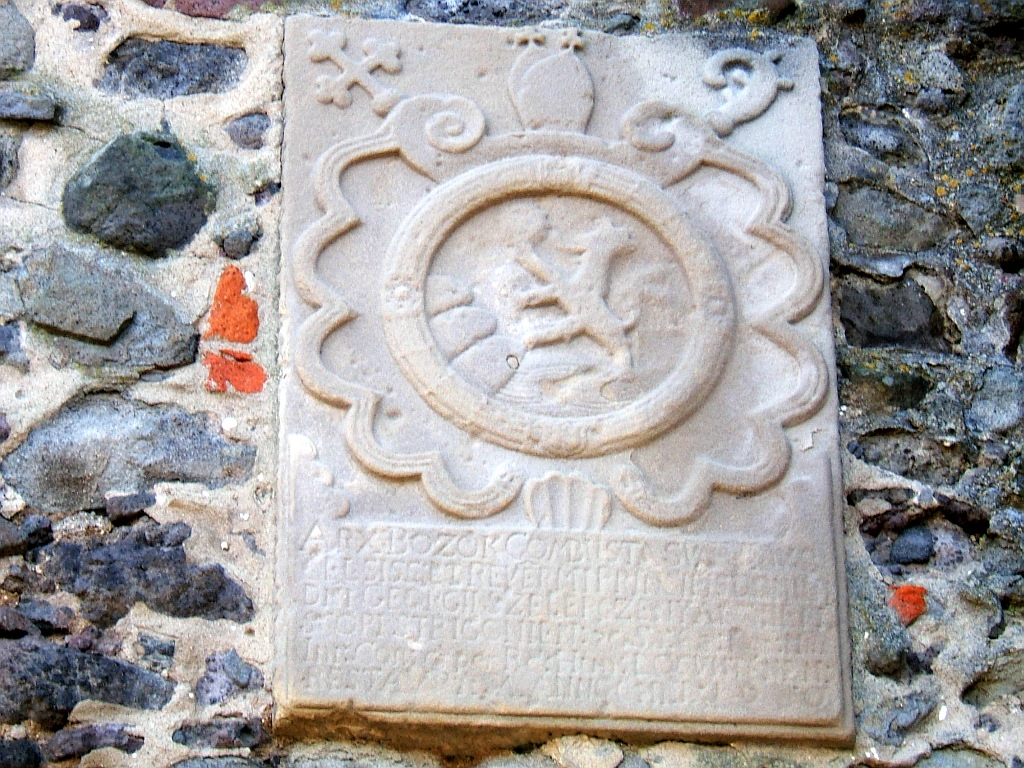
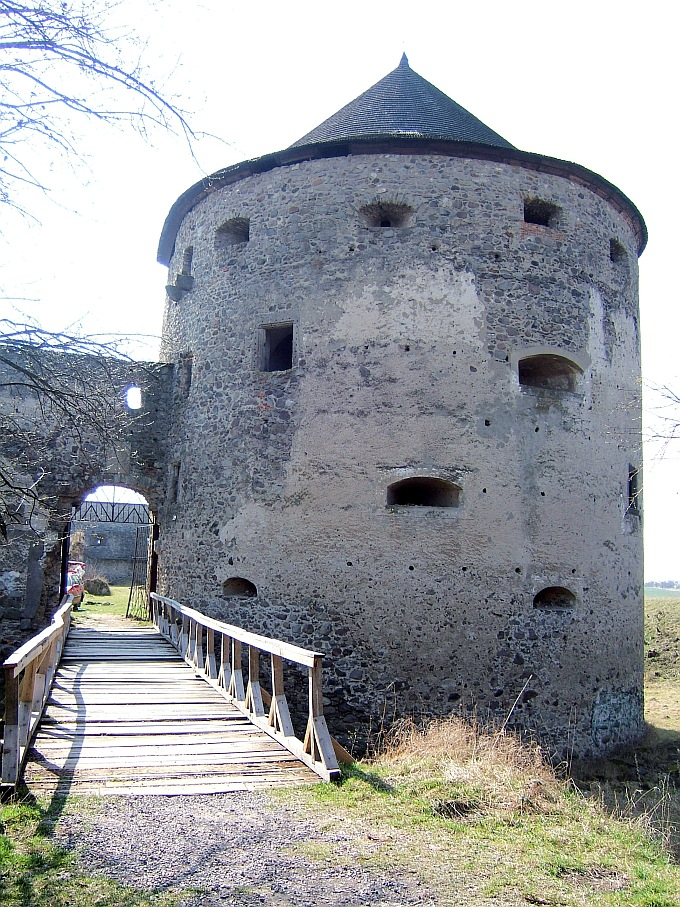